# Diocesi di Kottapuram

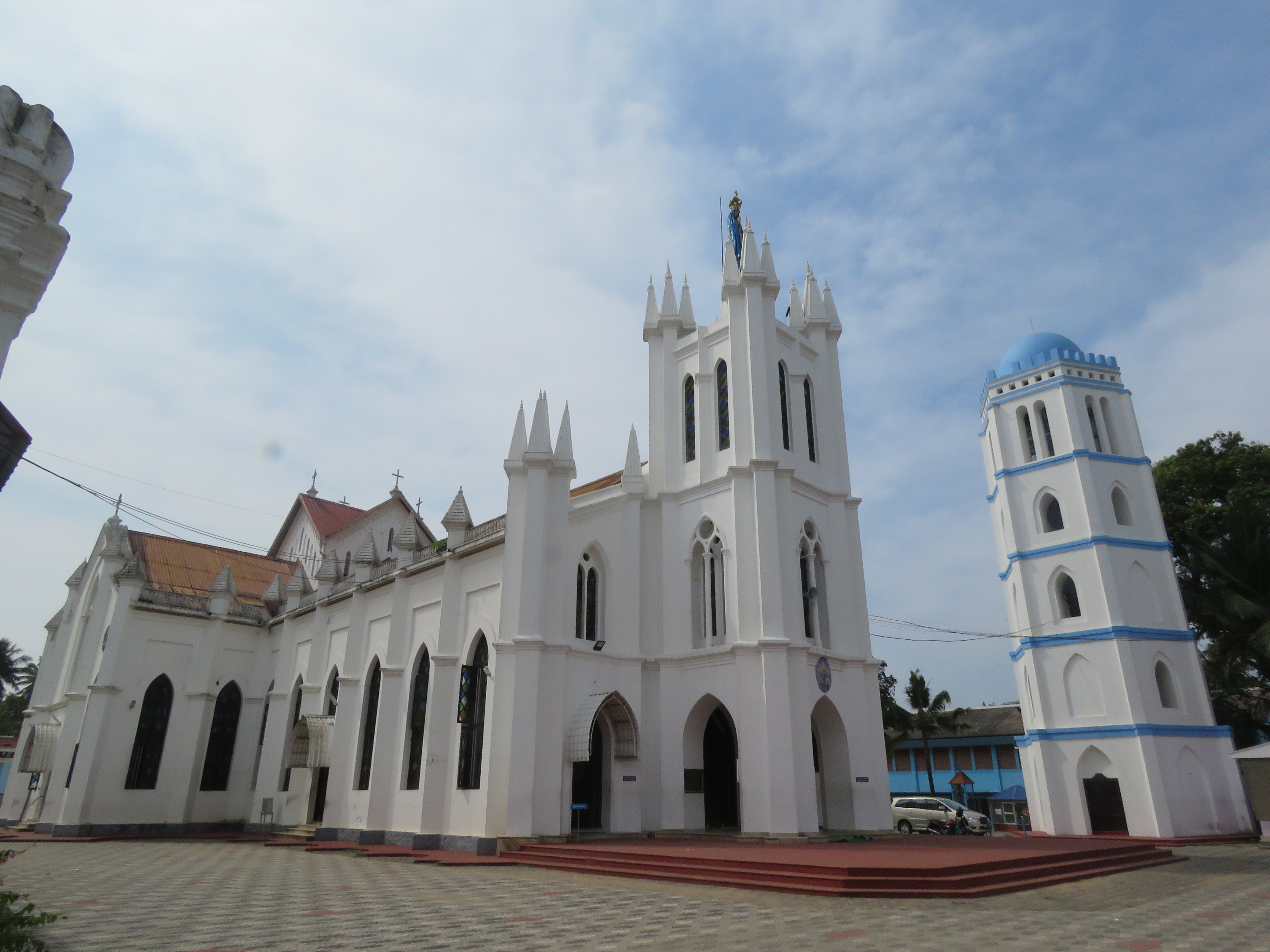
La basilica minore di Nostra Signora della Neve a Pallippuram.

La diocesi di Kottapuram (in latino Dioecesis Kottapuramensis) è una sede della Chiesa cattolica in India suffraganea dell'arcidiocesi di Verapoly. Nel 2021 contava 97.694 battezzati su 3.626.740 abitanti. È retta dal vescovo Ambrose Puthenveettil.

## Territorio
La diocesi si estende su parte dei distretti di Palakkad, Malappuram, Ernakulam e Thrissur nello stato indiano del Kerala.
Sede vescovile è la città di Kottapuram (nei pressi dell'antica città di Cranganor), dove si trova la cattedrale di San Michele. A Pallippuram, nel distretto di Ernakulam, sorge la basilica minore di Nostra Signora della Neve.
Il territorio è suddiviso in 58 parrocchie.

## Storia
La diocesi è stata eretta il 3 luglio 1987 con la bolla Quo aptius di papa Giovanni Paolo II, ricavandone il territorio dall'arcidiocesi di Verapoly.

## Cronotassi dei vescovi
Si omettono i periodi di sede vacante non superiori ai 2 anni o non storicamente accertati.
- Francis Kallarakal (3 luglio 1987 - 20 febbraio 2010 nominato arcivescovo di Verapoly)
- Joseph Karikkassery (18 dicembre 2010 - 1º maggio 2023 ritirato)[1]
- Ambrose Puthenveettil, dal 30 novembre 2023

## Statistiche
La diocesi nel 2021 su una popolazione di 3.626.740 persone contava 97.694 battezzati, corrispondenti al 2,7% del totale.
| anno | popolazione | popolazione | popolazione | presbiteri | presbiteri | presbiteri | presbiteri                | diaconi | religiosi | religiosi | parrocchie |
| anno | battezzati  | totale      | %           | numero     | secolari   | regolari   | battezzati per presbitero | diaconi | uomini    | donne     | parrocchie |
| ---- | ----------- | ----------- | ----------- | ---------- | ---------- | ---------- | ------------------------- | ------- | --------- | --------- | ---------- |
| 1990 | 68.686      | 2.596.960   | 2,6         | 40         | 33         | 7          | 1.717                     |         | 11        | 73        | 41         |
| 1999 | 78.886      | 2.925.357   | 2,7         | 87         | 70         | 17         | 906                       |         | 35        | 193       | 45         |
| 2000 | 80.821      | 2.998.490   | 2,7         | 88         | 72         | 16         | 918                       |         | 37        | 193       | 45         |
| 2001 | 82.194      | 3.058.460   | 2,7         | 87         | 72         | 15         | 944                       |         | 39        | 206       | 46         |
| 2002 | 82.924      | 3.089.044   | 2,7         | 90         | 75         | 15         | 921                       |         | 32        | 223       | 47         |
| 2003 | 85.060      | 3.166.270   | 2,7         | 100        | 80         | 20         | 850                       |         | 35        | 232       | 48         |
| 2004 | 86.002      | 3.201.098   | 2,7         | 97         | 85         | 12         | 886                       |         | 30        | 243       | 49         |
| 2013 | 91.357      | 3.399.284   | 2,7         | 151        | 108        | 43         | 605                       |         | 73        | 288       | 55         |
| 2016 | 93.655      | 3.484.538   | 2,7         | 159        | 120        | 39         | 589                       |         | 75        | 272       | 55         |
| 2019 | 96.053      | 3.572.965   | 2,7         | 160        | 121        | 39         | 600                       |         | 91        | 250       | 58         |
| 2021 | 97.694      | 3.626.740   | 2,7         | 168        | 127        | 41         | 581                       |         | 91        | 249       | 58         |